# Sing It!
Sing It! ist ein R&B-Album, das Marcia Ball, Irma Thomas und Tracy Nelson 1998 für Rounder Records aufgenommen haben.

## Allgemeines
Die drei Sängerinnen waren immer schon Fans voneinander, hatten musikalisch aber nur selten Kontakt. Es wurden Duette gesungen, aber nie sangen alle drei zusammen. Marcia Ball hat schon als Jugendliche Aufnahmen von Irma Thomas gehört, und ihre Alben gehörten zu den ersten, die sie sich gekauft hat. Vor einigen Jahren stellte Brad Paul eine Show in New Orleans zusammen, auf der die drei Vokalistinnen gemeinsam auftraten, da gerade von ihnen je eine Platte bei Rounder erschienen war, die sie promoten sollten. „Wir sangen zusammen, vollkommen aus dem Stegreif, und es funktionierte!“, erinnert sich Marcia Ball. Dieser Gig war der Ursprung des Albums und Irma Thomas sorgte dafür, dass alles lief. Die drei Sängerinnen meinten einstimmig, dass sie großen Spaß bei der Aufnahme gehabt hätten. Schwierig war die Tatsache, dass jede in einer anderen Stadt lebte und sie nur wenig Zeit zu proben hatten.
Auch die Band, mit der sie im Studio waren, gehört zum Besten, was der Südstaaten- R&B zu bieten hat. Michael Toles spielte Gitarre bei der Aufnahme von Isaac Hayes Shaft, Lee Zeno spielte bei Buckwheat Zydeco Bass und der Schlagzeuger Raymond Weber spielte mit Harry Connick, Jr.

## Titelliste
1. Sing It
2. I Want to Hold You
3. In Tears
4. Lovemaker
5. Yield Not to Temptation
6. Heart to Heart
7. People Will Be People
8. Please No More
9. If I Know You
10. Woman on the Move
11. He’s Mine
12. Shouldn’t I Love Him
13. You Don’t Know Nothing

## Charts und Auszeichnungen
- Billboard Top Blues Album #6
- Nominiert für Grammy (Best Contemporary Blues Album) und Blues Music Award (Best Contemporary Blues Album)

## Kritikerstimmen
- Sing It! is a blessed event. Becky Byrkit AMG (Sing It! ist ein gesegnetes Ereignis.)[3]
- This is a fine, fine record by three brilliant, completely authentic women. Becky Byrkit im Allmusic (Das ist eine feine, feine Aufnahme von drei brillanten, kompetenten und authentischen Frauen.)[4]
- Southern R&B's answer to The Three Tenors. Entertainment Weekly (1/16/98, p.71) - (Südstaaten-R&B´s Antwort auf die Drei Tenöre)[5]
- Downbeat: 4 ½ Sterne von 5
- Why settle for one great female vocalist when you can get three. Amazon Review (Warum sich mit einer großen Sängerin zufriedengeben, wenn man drei haben kann.)[6]
- Combining the talents of three of the leading female blues-based vocalists … Living Blues (Kombiniert die Talente von drei der führenden bluesbasierten Sängerinnen …)[7]
- It’s a fabulous soul summit. Bill Milkowski[8] (Es ist ein großartiges Soulgipfeltreffen.)